# Шкатулка (пьеса)
«Шкатулка» (лат. Cistellaria) — комедия-паллиата римского драматурга Тита Макция Плавта, время написания которой неизвестно. Она заканчивается пожеланием победы в войне с Карфагеном, и речь может идти о Второй Пунической войне (тогда «Шкатулка» — одна из ранних пьес Плавта) или о Третьей Пунической войне (в этом случае пожелание добавили уже после смерти автора). Греческим оригиналом послужила одна из пьес Менандра, причём надёжно идентифицирован один из фрагментов этой пьесы, но её название остаётся неизвестным. По одной из версий это «Женщины за завтраком».
Действие комедии происходит в греческом городе Сикион.